# 哈鲁乌苏河
哈鲁乌苏河也称哈尔乌苏，位于中华人民共和国青海省海西蒙古族藏族自治州都兰县西北部的一条河流，河名蒙古语意为“热水”，因河水温热而得名。源流称哈图河，发源于布尔汗布达山宜克光峰西南麓，自源头南流约5千米，在转向西南流约6千米，而后折向西北流约30千米，最后向北流约15千米，在巴隆乡政府驻地与新隆村之间渗入沙滩，向北潜流20多千米后以泉水汇集成干流向西北流。干流中下游河道平缓，河宽水浅，在与柴达木河、诺木洪河并流中形成辫状水流，有分股水流入相邻的两条河，最后一起蜿蜒向西北注入南霍鲁逊湖。干流全长约250千米，流域面积约5200平方千米，河道平均比降8.66‰，年均径流量1.27亿立方米。